# Janina Lewandowska
Janina Antonina Lewandowska, rozená Dowbor-Muśnicka (22. dubna 1908, Charkov – 22. dubna 1940, Katyň) byla polská pilotka kluzáků a letounů, podporučice letectva Druhé Polské republiky, jediná vojákyně zabitá v Katyni v rámci katyňského masakru, posmrtně povýšená do hodnosti poručíka.

## Životopis

### Mládí a studia
Jana Lewandowska se narodila v tehdy ruském Charkově významnému polskému generálovi Józefovi Dowboru-Muśnickému a Agnieszce, rozené Korsońské. Její sestrou byla Agnieszka Dowbor-Muśnicka, polská protinacistická odbojářka popravená během masakru v Palmiry. Po návratu do Polska žila s rodiči v Batorově. Po absolvování gymnázia v Poznani studovala na hudební konzervatoři. Snažila se stát zpěvačkou, ale otcův nesouhlas a její slabý hlas jí v tom zabránily. Pracovala na poště a příležitostně na polské Národní výstavě.

### Armádní kariéra
Na střední škole se pod dojmem ukázek na letišti Ławica začala zajímat o plachtění. Byla členkou poznaňského aeroklubu. Absolvovala Vyšší pilotní školu a kurzy radiotelegrafie ve Lvově a Dęblinu. V roce 1937 byla vyslána do radiotelegrafického kurzu ve Lvově, kde se školila na tiskařských strojích, tzv. "juzach", které byly tehdy ve výbavě armády. Získala hodnost kadeta a později byla povýšena do hodnosti podporučíka v záloze.

### Druhá světová válka a zajetí
Jako první žena v Evropě provedla seskok padákem z výšky 5 km. Během výstavy kluzáků v Tęgoborze u Nového Sącze se seznámila s poručíkem Mieczysławem Lewandowskim (1892–1964), instruktorem kluzáků a dříve důstojníkem 10. sapérského pluku. Vzali se 10. června 1939.
Dne 3. září 1939 se na cestě z Nekly do Września připojila ke kolovému oddílu letecké základny č. 3, kterému velel důstojník 3. leteckého pluku, kapitán pilot Józef Sidor. Sověti ji pravděpodobně zajali 22. září v oblasti Husiatyn. Podle jedné verze byla sestřelena Němci a při seskoku padákem se ocitla na sovětské straně, kde byla jako polská podporučice zajata. Podle jiné verze byla sestřelena Rudou armádou nad východním územím.
Nejprve byla držena v Ostaškově, poté v táboře Kozelsk. Zůstali tam její známí z letectva, s nimiž udržovala kontakt; jedním z nich byl podporučík Michał Kulikowski, lékař 51. průzkumné letky. Její osoba byla zmíněna v táborových vzpomínkách dalších vězňů tábora Kozelsk: majora Kazimierze Szczekowského a Włodzimierze Wajdy (popisují, že se statečně a vzorně držela na nohou a že byla pozvána na skromnou večeři), dále Witolda Ogniewicze či Henryka Gorzechowského.

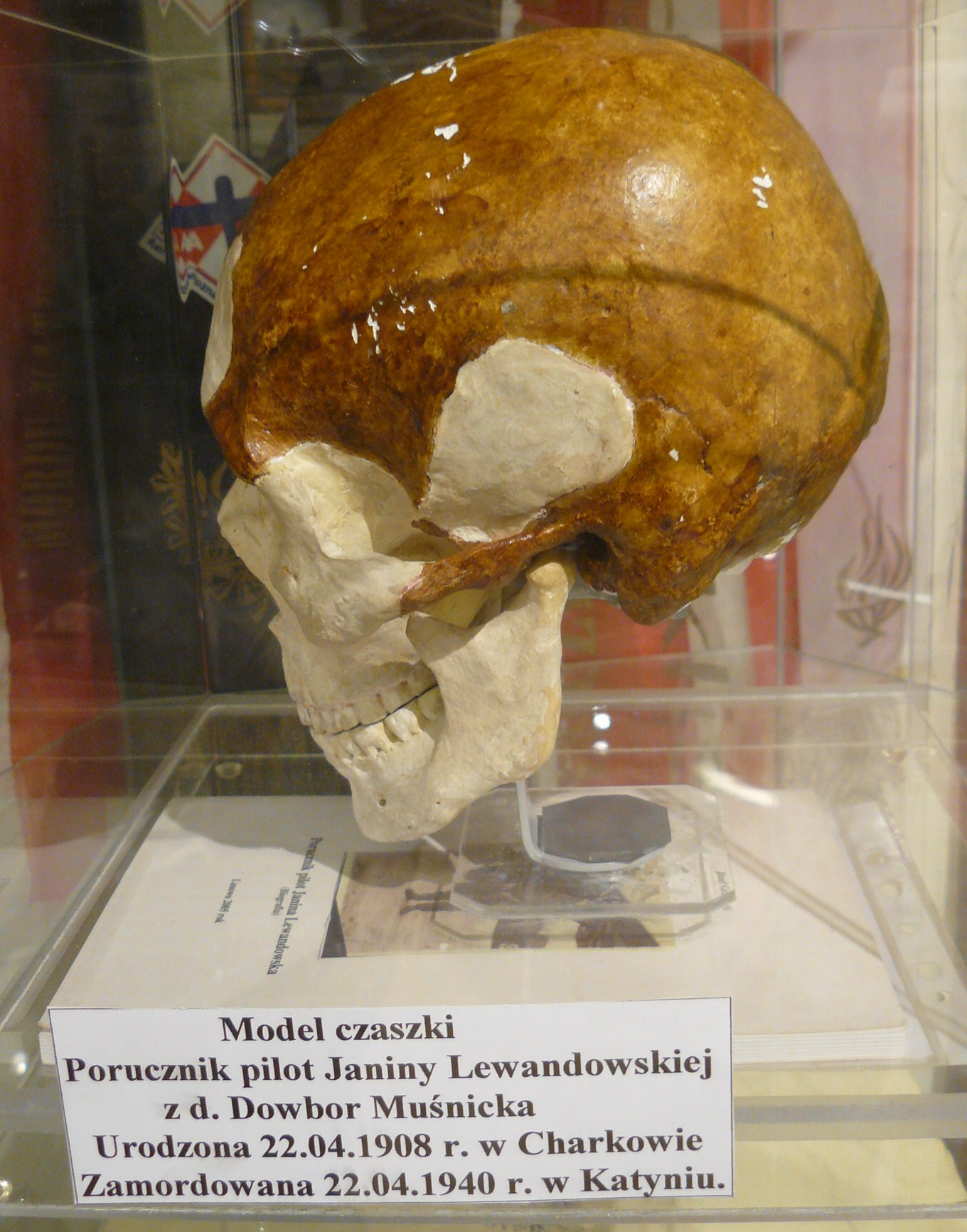
Lebka Janiny Lewandowske v muzeu v Lusowě

Wacław Mucho ve svých vzpomínkách uvedl, že obecně se u ostatních vězňů v táboře nevědělo, kdo je Lewandowská původem, a pouze se proslýchalo, že je příbuzná nebo dcera generála. Informace o zadržování Janiny Lewandowské v sovětském táboře předal jejím příbuzným (konkrétně její sestřenici Zofii Ostromęcké z Dowbór-Muśnických). Podle vyprávění Rafała Bnińskiho měla Janina Lewandowská v kozelském táboře samostatnou místnost a účastnila se tajného náboženského života tábora, mimo jiné i pečením oplatků na hostie, za což čelila perzekucím.

### Smrt a identifikace
Transport z tábora vyrazil kolem 20. dubna 1940. S největší pravděpodobností následující den nebo o dva dny později, 22. dubna 1940 (v den jejích narozenin), byla jako jediná žena mezi oběťmi zavražděnými v Katyni zavražděna důstojníky NKVD. Oběti této části katyňského masakru byly pohřbeny na současném polském válečném hřbitově v Katyni.
Tělo Janiny Lewandowské našli Němci při první exhumaci z katyňských hrobů v roce 1943. Byl u toho mimo jiné Józef Mackiewicz. Byla jedinou ženou exhumovanou z hrobu, což Němci nedokázali vysvětlit a z obavy před nečekanými propagandistickými dopady tuto skutečnost nezveřejnili. O dva roky později se její lebka spolu s dalšími šesti lebkami dostala z Katyně do rukou profesora Gerharda Butze z katedry soudního lékařství německé univerzity ve Vratislavi. Těsně před svou smrtí v roce 1997 prozradil tajemství svým spolupracovníkům. Identifikována byla v květnu 2005 metodou superprojekce na katedře soudního lékařství Lékařské akademie ve Vratislavi.

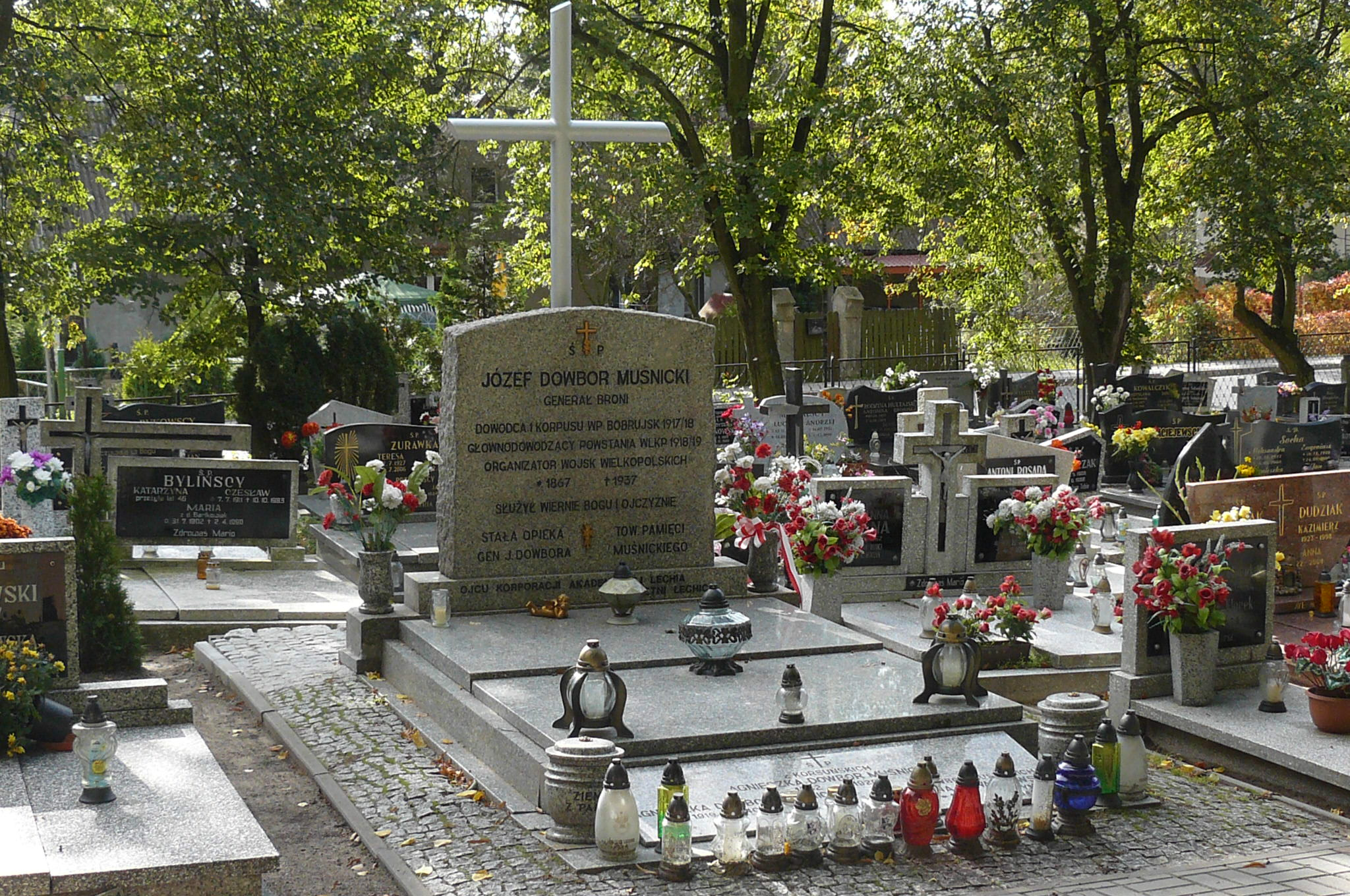
Hrob rodiny Dowbor-Musnicki, kde je Janina Lewandowska pohřbena

Po identifikaci 4. listopadu 2005 byla lebka s vojenskými poctami pohřbena ve speciální urně v hrobce rodiny Dowbor-Muśnicki na hřbitově v Lusowě.

## Vzpomínka
Rozhodnutím ministra národní obrany dne 5. října 2007 byla posmrtně povýšena do hodnosti poručíka. Povýšení bylo oznámeno 9. listopadu 2007 ve Varšavě během slavnostního ceremoniálu „Katyń Pamiętamy - Uczcimy Pamięć Bohaterów“.
Postavu Janiny Lewandowské použil v proslovu polský premiér Donald Tusk ve svém projevu během oslav výročí 7. dubna 2010 v Katyni. Byla jedinou obětí katyňského masakru, která byla v projevu jmenovitě zmíněna.
Socha Janiny Lewandowské je jedním z prvků Národního památníku Katyň v Baltimoru od Andrzeje Pityńského.
V roce 2010 natočil Zbigniew Wacław Kowalewski hraný dokumentární film „Z nebe do nebe“ věnovaný postavě Janiny Lewandowské.
V roce 2006 po ní krakovská radnice pojmenovala kruhový objezd mezi ulicemi Marie Dąbrowské a Mieczysława Medweckého.
Dne 22. dubna 2011 byl po Janině Lewandowské pojmenován 5. poznaňský skautský oddíl „Wędrowne Ptaki“.
V dubnu 2019 pojmenovala poznaňská radnice část ulice Podgórna po Janině Lewandowské.